# Gli sbandati

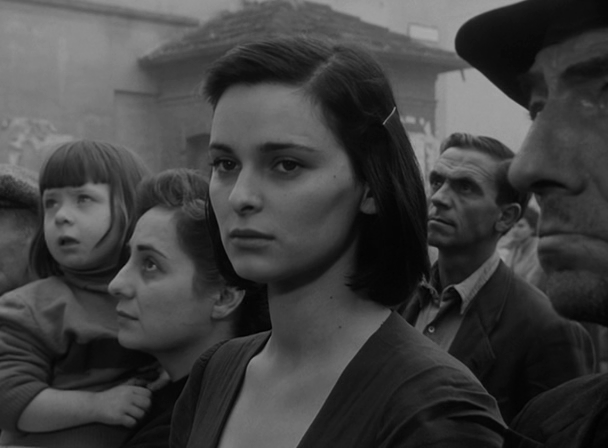
Lucia står i trängseln på torget och lyssnar på Badoglios kungörelse om vapenvila med de allierade.

Gli sbandati (”de skingrade”) är en italiensk dramafilm från 1955 av Francesco Maselli som var den då 24-årige regissörens första långfilm och samtidigt hans internationella genombrott. Inspelningsplatsen, Villa Monticelli-Toscanini i Ripalta Guerina, blev en viktig samarbetsarena för en ny ung generation inom italiensk film. Inte mindre än åtta av de personer som på olika sätt deltog i arbetet med filmen blev filmregissörer. Filmen handlar om händelser hösten 1943, då de tyska trupperna förvandlades från vapenbröder till ockupanter genom att Italien 3 september undertecknade ett avtal om vapenstillestånd med de allierade. Därmed delades landet i två delar av vilka tyskarna kontrollerade den norra, Salòrepubliken, genom en fascistisk marionettregering. Filmens mångtydiga titel betecknar i militära sammanhang soldater som av olika skäl har tappat kontakten med sin truppstyrka och syftar i detta fall uttryckligen på italienska soldater som hamnat på fel sida av gränsen och försökte ta sig hem eller tillbaka till sin enhet. Men ”sbandati” kan också bland annat syfta på personer som har gått vilse i moralisk och ideologisk mening, i detta sammanhang underförstått fascismens anhängare.

## Om filmen
Filmproduktionen hade från start problem med såväl finansieringen som den statliga censuren. Huvudorsaken var att en stor del av filmteamet var kända vänstersympatisörer. Initiativtagaren och producenten Eriprando Visconti, regissören Maselli och medproducenten Nicola Caracciolo betecknades i en myndighetsskrivelse ställd till premiärministern Mario Scelba som militanta vänsteranhängare. Av skrivelsen framgår en viss oro över att det i hemlighet görs ännu en neorealistisk film med politisk sprängkraft och att filmmakarna av detta skäl har undvikit all kontakt med myndigheter. Maselli uppgav i en intervju 2007 att man endast kontaktade myndigheterna om en sak, tillstånd att använda (obrukbara) tyska vapen från kriget som rekvisita. Tillstånd beviljades inte av de skärrade myndigheterna och de tyska soldaternas vapen i filmen är därför tillverkade av trä och målade för att se riktiga ut. Producenterna satsade alla sina egna besparingar i projektet och tiggde ihop resten. När man väl fått in pengarna för produktionen spelades filmen in på ett par månader under hösten 1954 och premiärvisades för publik på Filmfestivalen i Venedig 29 augusti 1955.
Rolltillsättningen var delvis slumpmässig och rekryteringen av skådespelare skedde genom personliga kontakter, utan annonsering och auditioner. Det enda Maselli i förväg var säker på var att han ville ha Lucia Bosè i den kvinnliga huvudrollen efter att ha sett henne i Michelangelo Antonionis film Damen utan kamelior (1953). Den manliga huvudrollen som godsägarsonen Andrea gick till fransmannen Jean-Pierre Mocky som tidigare även han hade arbetat för Antonioni och för Eriprando Viscontis farbror Luchino Visconti och senare själv blev regissör. Bland övriga rollinnehavare märks blivande kända filmregissörer som Giuliano Montaldo och Giulio Paradisi. I rollistan fanns även en brasilianare, Antonio De Teffè, som långt senare under namnet Anthony Steffen kom att medverka i ett 30-tal så kallade spaghettiwestern-filmer. Till de mindre rollerna plockade man snabbt ihop vad man kunde hitta av lediga och billiga skådespelare och fann då till rollen som Andreas flickvän en ung amerikansk modell, Ivy Nicholson, som senare blev mest känd för sitt samarbete med Andy Warhol.
Producenterna sparade också en ansenlig summa pengar genom att man fick tillgång till inspelningsplatsen Villa Monticelli-Toscanini gratis. Emanuela Castelbarco, som på sitt ansvar hade att möblera ett aristokratiskt hem för filmen, löste det problemet genom att låna huset av sin morfar Arturo Toscanini.

## Handling i huvuddrag
Andrea (Jean-Pierre Mocky) är son till en aristokratisk företagsledare med grevetitel och bor i faderns frånvaro tillsammans med sin mor Luisa (Isa Miranda) på familjens stora lantgods några mil från Milano. Luisa trivs inte på landet och efter att Andreas far avlidit i en bilolycka är hon för det mesta i Milano för att sköta familjens affärer och Andrea får ta på sig rollen som godsherre. På godset bor också två andra unga män i samma ålder (ca 20 år) som gäster. En av dem är Andreas kusin Carlo (Antonio De Teffè), son till en ledande fascist som i sista stund bytt sida och deltagit i avsättandet av Mussolini. Den andre är Ferruccio (Leonardo Botta) vars far är en gammal vän till familjen och till yrket officer i armén, för tillfället stationerad i Kroatien. De tre unga männen är egentligen väldigt olika till karaktären och hänger ihop mest för att omständigheterna har fört ihop dem och gör tillsammans saker som ungdomar brukar göra, utan att ta något av det på särskilt stort allvar. Andrea är den bortskämde rikemanssonen som har lätt för att få flickvänner och inte behöver anstränga sig särskilt mycket för något annat heller. Kusinen Carlo är mer seriös och fyller ett av omständigheterna påtvingat avbrott i sina universitetsstudier i medicin med olika naturvetenskapliga experiment. Ferruccio är gängets store skämtare som vitsar till det mesta, även när andra inte finner situationen särskilt komisk.
En morgon blir Andrea tidigt väckt och kallad till kommunhuset. Anledningen är att en grupp arbetare som flytt undan bombningarna av Milano har anlänt till orten och är i behov av inkvartering. Andrea går med på att en av familjerna kan få bo på godset. Ferruccio berättar som ett skämt för Andreas mor Luisa att Andrea var snabb att erbjuda inkvartering för att en av flickorna i familjen, Lucia (Lucia Bosè), var mycket söt. Det visar sig att Ferruccios skämt innehåller ett korn av sanning för Andrea börjar snabbt bekanta sig med Lucia trots att han redan har en flickvän, ”nästan fästmön” Isabella (Ivy Nicholson). Den sociala skillnaden mellan Andrea och Lucia är enorm vilket inte hindrar henne från att tacka ja när Andrea bjuder med henne på en cykeltur till flodstranden. Lucia har i Milano arbetat med tillverkning av förpackningar (kartonger) vilket Andrea inte precis finner intressant men han imponeras ändå under deras samtal på något sätt av Lucia som tar livet och sitt eget ansvar för det på stort allvar. Andrea känner efter ett tag att han i viss mening hamnar i ett moraliskt underläge gentemot Lucia som han egentligen har tänkt förföra.
Efter diverse komplikationer får Andrea en utskällning av den mer seriöse Carlo för det sätt på vilket han behandlar Lucia. Andrea blir illa berörd av Carlos kritik och slutar umgås med honom. Han ger samtidigt upp sina planer på att förföra Lucia och försöker undvika att träffa henne trots att hon inte är helt ointresserad, eftersom han börjar känna att han egentligen vill ha ett seriöst förhållande men inte riktigt vet hur han ska hantera alla de komplikationer som det skulle föra med sig. När vapenstilleståndet med de allierade ska offentliggöras 8 augusti 1943 samlas en stor folkhop på torget för att lyssna på Pietro Badoglios tal. Andrea ser att Lucia är på plats och han inser att den nya situationen kan leda till att hon snart försvinner. Han fattar därför ett avgörande beslut och när hans flickvän Isabella något senare anländer till torget tillsammans med Ferruccio tar Andrea henne avsides och gör slut. Han bekräftar också Isabellas misstanke om att det är Lucia som är orsaken och att det är seriöst.
En natt blir ett antal av tyskarna tillfångatagna italienska soldater utsläppta ur en tågvagn av en italiensk järnvägsarbetare. De flyr under skottlossning varvid ett par dödas och ytterligare minst en såras. Några av soldaterna kommer snart i kontakt med flyktingarna från Milano och Lucia skyndar sig till Carlo och Andrea med nyheten. Andrea visar överraskande för de andra en ny sida av sin karaktär då han utan större tvekan ger tillstånd att gömma soldaterna i huvudbyggnaden på godset. En av soldaterna är svårt sårad och bärs av sina kamrater. De vet inte vad den sårade heter eftersom det fanns soldater från många olika förband i tågvagnen men de har hört honom tala när han var vid medvetande och vet därför att han är från Neapel. Andrea försäkrar soldaterna att de är säkra i huset eftersom tyskarna vet att det ägs av kollaboratörer (hans föräldrar) och därför inte kommer att göra husrannsakan där. Den sårade soldaten dör och de övriga börjar planera för en fortsättning av sin flykt medan Andrea och Lucia finner varandra i en annan del av huset och Andrea finner att hans kärlek är besvarad.
Säkerheten och lyckoruset upphör emellertid snart då även Ferruccio visar upp en ny och mindre skämtsam sida av sin karaktär. Han går helt enkelt till kommunhuset och anmäler för ortens fascistiske borgmästare att det finns några italienska soldater gömda hemma hos Andrea. Ferruccios svek avslöjas genom ett ögonvittne som skvallrar på honom. Han blir misshandlad av Andrea och därefter inlåst i källaren. Prästen anländer och tar hand om den döde soldaten medan de övriga börjar lasta förnödenheter på godsets lastbil. Andrea, Carlo och Lucia gör sig beredda att följa med. Precis när de ska lämna godset kör en bil in på gården. I den sitter Andreas mor och en tysk major som dock inte vågar ingripa mot rymlingarna som nu är beväpnade med diverse jaktvapen från godset. En känslosam konfrontation mellan Andrea och hans egoistiska mor, som vädjar till hans plikt- och skuldkänslor, slutar med att Andrea inte kan förmå sig till att lämna godset och sin mor. Han tar avsked av en tårögd Lucia som hoppar upp på lastbilen. Den kör iväg och endast några minuter senare anländer de första tre tyska soldaterna på motorcyklar med sidovagn och tar upp förföljandet.
När tyskarna kommer ifatt lastbilen uppstår skottlossning men efter att lastbilsföraren lyckats preja en av tyskarnas två motorcyklar av vägen ger de tillfälligt upp jakten och skickar tillbaka en man för att avge rapport och skynda på förstärkningarna. Kvar på den leriga vägen ligger två döda, en av de italienska soldaterna och Lucia.

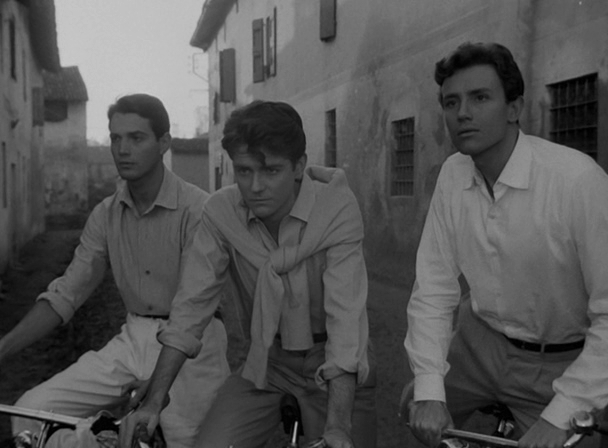
Tre unga kamrater på cykeltur en sommardag 1943, från vänster Ferruccio, Andrea och Carlo

## Mottagandet
Gli sbandati visades först av de fyra italienska filmer som presenterades på Filmfestivalen i Venedig 1955 och fick ett entusiastiskt mottagande av publiken. Dagen efter premiären i Rom 1956 fick den en minst lika entusiastisk recension i dagstidningen L'Unità där man framför allt lyfte fram regissörens mod att behandla en svår period i Italiens historia som låg så nära i tiden. Av skådespelarna fick Lucia Bosè mycket beröm för sin starka rolltolkning. Maselli återkom själv till det sistnämnda i en intervju över 50 år senare. Han uttryckte på ett känslosamt sätt sin stora beundran för Bosè som en gång rekryterats till filmbranschen bara för att hon vann en skönhetstävling (Miss Italien 1947) men som tystade den negativa kritiken genom att på några få år utvecklas till en exceptionell skådespelare av mycket hög klass, något som enligt Maselli möjliggjordes av hennes höga intelligens och säregna auktoritet framför kameran.

## DVD
Filmen finns utgiven på DVD av det italienska bolaget Ripley's Home Video, med undertexter på italienska (för hörselskadade) och engelska. Avsnittet "Contenuti extra" (26 minuter) som i sin helhet består av en intervju med Maselli (på italienska) saknar undertexter.